# Josefa Fabíola
Josefa Fabíola est une joueuse brésilienne de volley-ball née le 3 février 1983 à Brasilia. Elle mesure 1,84 m et joue au poste de passeuse. Elle totalise 57 sélections en équipe du Brésil.

## Clubs
| Club                       | De        | À         |
| -------------------------- | --------- | --------- |
| Força Olímpica             | 1998-1999 | 1999-2000 |
| Rio de Janeiro Volêi Clube | 2000-2001 | 2000-2001 |
| Minas Tênis Clube          | 2001-2002 | 2003-2004 |
| Sao Caetano EC             | 2004-2005 | 2004-2005 |
| A.D. Brusque               | 2007-2008 | 2008-2009 |
| EC Pinheiros               | 2009-2010 | 2010-2011 |
| Osasco Voleibol Clube      | 2011-2012 | 2013-2014 |
| Dinamo Krasnodar           | 2014-2015 | oct 2015  |
| VBC Voléro Zurich          | 2016-2017 | 2016-2017 |
| Osasco Voleibol Clube      | 2017-2018 | 2017-2018 |
| Vôlei Bauru                | 2018-2019 | 2018-2019 |
| Rio de Janeiro Volêi Clube | 2019-2020 | …         |

## Palmarès

### Équipe nationale
- Championnat du monde
  - Finaliste : 2010.
- Coupe du monde
  - Finaliste : 2007.
- Grand Prix mondial
  - Vainqueur : 2014.
  - Finaliste : 2010, 2011, 2012.
- World Grand Champions Cup
  - Vainqueur : 2013.
- Championnat d'Amérique du Sud
  - Vainqueur : 2007, 2011, 2013.
- Coupe panaméricaine
  - Vainqueur : 2011.
- Jeux Panaméricains
  - Vainqueur : 2011.
- Championnat du monde des moins de 18 ans
  - Finaliste : 1999.
- Championnat du monde des moins de 20 ans
  - Vainqueur : 2001.

### Clubs
- Championnat du monde des clubs
  - Vainqueur : 2012.
  - Finaliste : 2014, 2015.
- Championnat sud-américain des clubs
  - Vainqueur : 2011, 2012.
  - Finaliste : 2014.
- Coupe de la CEV
  - Vainqueur : 2015.
- Championnat du Brésil
  - Vainqueur : 2002, 2012.
  - Finaliste : 2013.
- Coupe du Brésil
  - Vainqueur : 2014, 2018, 2020.
- Coupe de Russie
  - Vainqueur : 2014.
- Championnat de Suisse
  - Vainqueur: 2017.
- Coupe de Suisse
  - Vainqueur : 2017.
- Supercoupe de Suisse
  - Vainqueur : 2016.

### Distinctions individuelles
- Championnat sud-américain des clubs de volley-ball féminin 2012: Meilleure passeuse.
- Championnat du monde des clubs de volley-ball féminin 2014 : Meilleure passeuse[7]
- Championnat du monde des clubs de volley-ball féminin 2015 : Meilleure passeuse[8]